# Seleção Zambiana de Futebol Feminino
A Seleção Zambiana de Futebol Feminino representa a Zâmbia nas principais competições internacionais de futebol feminino. Ela é filiada à FIFA, CAF e à COSAFA. O país participou de vários torneios de qualificação para a Copa do Mundo Feminina da FIFA e outros torneios de futebol realizados na África.
O futebol feminino na África como um todo enfrenta problemas que incluem acesso limitado à educação, pobreza entre as mulheres na sociedade em geral e desigualdade fundamental presente na sociedade que ocasionalmente permite abusos específicos dos direitos humanos por mulheres. Na qualificação africana aos Jogos Olímpicos de Verão de 2020, elas derrotaram a seleção de Camarões na rodada final e se classificaram para a competição pela primeira vez.

## Estatísticas

### Desempenho em competições oficiais

#### Copa do Mundo
| Desempenho de Zâmbia na Copa do Mundo | Desempenho de Zâmbia na Copa do Mundo | Desempenho de Zâmbia na Copa do Mundo | Desempenho de Zâmbia na Copa do Mundo | Desempenho de Zâmbia na Copa do Mundo | Desempenho de Zâmbia na Copa do Mundo | Desempenho de Zâmbia na Copa do Mundo | Desempenho de Zâmbia na Copa do Mundo |
| Ano                                   | Fase                                  | J                                     | V                                     | E                                     | D                                     | GP                                    | GC                                    |
| ------------------------------------- | ------------------------------------- | ------------------------------------- | ------------------------------------- | ------------------------------------- | ------------------------------------- | ------------------------------------- | ------------------------------------- |
| 1991                                  | Não se classificou                    | Não se classificou                    | Não se classificou                    | Não se classificou                    | Não se classificou                    | Não se classificou                    | Não se classificou                    |
| 1995                                  | Não se classificou                    | Não se classificou                    | Não se classificou                    | Não se classificou                    | Não se classificou                    | Não se classificou                    | Não se classificou                    |
| 1999                                  | Não se classificou                    | Não se classificou                    | Não se classificou                    | Não se classificou                    | Não se classificou                    | Não se classificou                    | Não se classificou                    |
| 2003                                  | Não se classificou                    | Não se classificou                    | Não se classificou                    | Não se classificou                    | Não se classificou                    | Não se classificou                    | Não se classificou                    |
| 2007                                  | Não se classificou                    | Não se classificou                    | Não se classificou                    | Não se classificou                    | Não se classificou                    | Não se classificou                    | Não se classificou                    |
| 2011                                  | Não se classificou                    | Não se classificou                    | Não se classificou                    | Não se classificou                    | Não se classificou                    | Não se classificou                    | Não se classificou                    |
| 2015                                  | Não se classificou                    | Não se classificou                    | Não se classificou                    | Não se classificou                    | Não se classificou                    | Não se classificou                    | Não se classificou                    |
| 2019                                  | Não se classificou                    | Não se classificou                    | Não se classificou                    | Não se classificou                    | Não se classificou                    | Não se classificou                    | Não se classificou                    |
| 2023                                  | Fase de grupos                        | 3                                     | 1                                     | 0                                     | 2                                     | 3                                     | 11                                    |
| Total                                 | 1/9                                   | 3                                     | 1                                     | 0                                     | 2                                     | 3                                     | 11                                    |

#### Jogos Olímpicos
| Desempenho de Zâmbia nos Jogos Olímpicos | Desempenho de Zâmbia nos Jogos Olímpicos | Desempenho de Zâmbia nos Jogos Olímpicos | Desempenho de Zâmbia nos Jogos Olímpicos | Desempenho de Zâmbia nos Jogos Olímpicos | Desempenho de Zâmbia nos Jogos Olímpicos | Desempenho de Zâmbia nos Jogos Olímpicos | Desempenho de Zâmbia nos Jogos Olímpicos |
| Ano                                      | Fase                                     | J                                        | V                                        | E                                        | D                                        | GP                                       | GC                                       |
| ---------------------------------------- | ---------------------------------------- | ---------------------------------------- | ---------------------------------------- | ---------------------------------------- | ---------------------------------------- | ---------------------------------------- | ---------------------------------------- |
| 1996                                     | Não se classificou                       | Não se classificou                       | Não se classificou                       | Não se classificou                       | Não se classificou                       | Não se classificou                       | Não se classificou                       |
| 2000                                     | Não se classificou                       | Não se classificou                       | Não se classificou                       | Não se classificou                       | Não se classificou                       | Não se classificou                       | Não se classificou                       |
| 2004                                     | Não se classificou                       | Não se classificou                       | Não se classificou                       | Não se classificou                       | Não se classificou                       | Não se classificou                       | Não se classificou                       |
| 2008                                     | Não se classificou                       | Não se classificou                       | Não se classificou                       | Não se classificou                       | Não se classificou                       | Não se classificou                       | Não se classificou                       |
| 2012                                     | Não se classificou                       | Não se classificou                       | Não se classificou                       | Não se classificou                       | Não se classificou                       | Não se classificou                       | Não se classificou                       |
| 2016                                     | Não se classificou                       | Não se classificou                       | Não se classificou                       | Não se classificou                       | Não se classificou                       | Não se classificou                       | Não se classificou                       |
| 2020                                     | Fase de grupos                           | 3                                        | 0                                        | 1                                        | 2                                        | 7                                        | 15                                       |
| 2024                                     | Fase de grupos                           | 3                                        | 0                                        | 0                                        | 3                                        | 6                                        | 13                                       |
| 2028                                     | A determinar                             | A determinar                             | A determinar                             | A determinar                             | A determinar                             | A determinar                             | A determinar                             |
| 2032                                     | A determinar                             | A determinar                             | A determinar                             | A determinar                             | A determinar                             | A determinar                             | A determinar                             |
| Total                                    | 2/10                                     | 6                                        | 0                                        | 1                                        | 5                                        | 13                                       | 28                                       |